# Halisa
Halisa (arab. حليصة) – wieś w Syrii, w muhafazie Aleppo, w dystrykcie Al-Bab. W 2004 roku liczyła 372 mieszkańców.